# Ковальчук Захар Захарович
Захар Захарович Ковальчук (1893, село Кривляни Гродненської губернії, тепер Жабинківського району Брестської області, Республіка Білорусь — розстріляний 30 жовтня 1937, місто Мінськ, тепер Республіка Білорусь) — білоруський радянський діяч, кандидат у члени Секретаріату ЦК КП(б) Білорусії, відповідальний секретар Мінського міського комітету КП(б) Білорусії, голова Центральної ради профспілок Білоруської РСР. Член Бюро ЦК КП(б) Білорусії з 26 січня 1931 до 1 березня 1934 року. Кандидат у члени Бюро ЦК КП(б) Білорусії з 1 березня 1934 до 26 вересня 1936 року. Член ЦВК Білоруської РСР, член ЦВК СРСР у 1935—1937 роках.

## Життєпис
Народився в селянській родині. У 1911 році сів на пароплав у місті Лібаві та вирушив до Америки на заробітки.
З 1911 до 1920 року проживав у Сполучених Штатах Америки. Спочатку працював різноробом на сталеливарному заводі в Пенсільванії, а невдовзі переїхав до Детройта (штат Мічиган), де працював робітником автомобільного заводу.
Наприкінці 1916 року вступив до Російської Федерації Американської соціалістичної партії. Після її розпаду, у вересні 1919 року вступив до Комуністичної партії США. Обраний секретарем партійного осередку автомобільного заводу в Детройті.
Заарештований поліцією США за політичну діяльність. Провів п'ять місяців у в'язниці, потім був висланий зі Сполучених Штатів Америки «як непотрібний елемент». У 1920 році відплив до Китаю пароплавом, а звідти поїздом дістався Москви.
З 1920 до 1921 року працював ливарником на Московському автомобільному заводі АМО, де тільки починали випускати перші «напіввантажівки».
Член РКП(б) з 1920 року.
З 1921 року працював у Всеросійській надзвичайній комісії (ВЧК) при Раді народних комісарів РРФСР.
До 1925 року був слухачем Московської школи радянського та партійного будівництва (радпартшколи).
З 1926 року — на партійній роботі в Московському повіті та Москві.
У 1930 році — відповідальний секретар Оршанського окружного (районного) комітету КП(б) Білорусії.
У 1930—1931 роках — завідувач відділу кадрів ЦК КП(б) Білорусії.
У 1931 — липні 1932 року — відповідальний секретар Мінського міського комітету КП(б) Білорусії.
29 січня — 28 березня 1932 року — кандидат у члени Секретаріату ЦК КП(б) Білорусії.
У липні 1932 — липні 1936 року — голова Центральної ради профспілок Білоруської СРР.
До липня 1937 року — директор Мінського рибоконсервного заводу.
29 липня 1937 року заарештований органами НКВС. 29 жовтня 1937 року засуджений до страти, розстріляний у ніч з 29 на 30 жовтня 1937 року в Мінську.
Посмертно реабілітований Військовою колегією Верховного Суду СРСР 15 вересня 1956 року.